# Manuel Viquez
Manuel Enrique Viquez Arroyo (n. San José, Costa Rica, 14 de junio de 1985) es un preparador físico profesional y máster en la preparación física costarricense. Actualmente trabaja para el FK Auda de la Virslīga.
Manuel Viquez ha desarrollado una amplia carrera académica como preparador físico y en ramas similares. Alcanzando varios títulos universitarios. Algunas universidades por las cuales se ha desarrollado como profesional fueron la Universidad Nacional de Costa Rica, la Universidad Isabel I y la Universidad Europea Miguel de Cervantes.

## Clubes

### Como preparador físico
| Club                            | País               | Año         |
| ------------------------------- | ------------------ | ----------- |
| Club Sport Herediano            | Costa Rica         | 2013 - 2018 |
| Asociación Deportiva San Carlos | Costa Rica         | 2018 - 2019 |
| Club Sport Herediano            | Costa Rica         | 2019 - 2022 |
| Club Sport Herediano            | Costa Rica         | 2024 - 2025 |
| FK Auda                         | Bandera de Letonia | 2025 - act. |

## Palmarés

### Títulos nacionales
| Título                         | Club                            | País       | Año  |
| ------------------------------ | ------------------------------- | ---------- | ---- |
| Primera División de Costa Rica | C. S Herediano                  | Costa Rica | 2015 |
| Primera División de Costa Rica | C. S Herediano                  | Costa Rica | 2016 |
| Primera División de Costa Rica | C. S Herediano                  | Costa Rica | 2017 |
| Primera División de Costa Rica | Asociación Deportiva San Carlos | Costa Rica | 2019 |
| Primera División de Costa Rica | C. S Herediano                  | Costa Rica | 2019 |
| Supercopa de Costa Rica        | C. S Herediano                  | Costa Rica | 2020 |
| Primera División de Costa Rica | C. S Herediano                  | Costa Rica | 2021 |
| Supercopa de Costa Rica        | C. S Herediano                  | Costa Rica | 2022 |
| Primera División de Costa Rica | C. S Herediano                  | Costa Rica | 2024 |